# Jules Wolff
Pour les articles homonymes, voir Wolff.
Jules Wolff, né le 22 juillet 1878 à Saint-Quirin en Moselle et mort le 25 mai 1955 à Paris, est un instituteur et homme politique français.

## Biographie
Fils d'un hôtelier de Saint-Quirin et maire de la commune, Jules Wolff entre à l'école normale d'instituteurs et est nommé instituteur à Vic-sur-Seille. Il entre en politique en 1925 en étant élu conseiller général du canton de Vic-sur-Seille à la quasi-unanimité (il ne lui manque que trois voix sur les 1 061 suffrages exprimés). Il est réélu en 1931 à ce même poste, progressant encore puisqu'il ne lui manque plus que deux voix pour être élu à l'unanimité.
Candidat de la Fédération républicaine lors des élections législatives de 1928, il est élu et rejoint le groupe parlementaire de l'Union républicaine démocratique à la Chambre des députés. Il prend alors la défense d'un régionalisme très modéré, proche de la ligne de Robert Schumann et défend l'honneur des instituteurs mosellans lors de leur mise en cause comme agents anti-français. Jules Wolff est réélu en 1932 mais siège moins d'un an, choisissant en 1933 de rejoindre le Sénat sur la liste de l'Union républicaine lorraine
Jules Wolff choisit de rejoindre le groupe centriste de l'Union républicaine, plus modéré que celui de la Fédération. Ses interventions sont rares  mais percutantes; il est apprécié pour son affabilité et son dédain pour les intrigues de couloir.  Le 10 juillet 1940, il ne prend pas part au vote sur la remise des pleins pouvoirs au Maréchal Pétain. 
Élu maire de Vic-sur-Seille en 1938, il est expulsé par les Allemands en 1941 et s'installe à Brive dans la Corrèze. Il retrouve ses mandats locaux en 1944 et reste conseiller général jusqu'à sa mort en 1955. Il est aussi membre de l'Assemblée consultative provisoire le 6 novembre 1944 jusqu'au 21 novembre 1945.

## Décoration
- Chevalier de la Légion d'honneur (15 janvier 1947)

## Sources
- Dir. Jean El Gammal, François Roth et Jean-Claude Delbreil, Dictionnaire des Parlementaires lorrains de la Troisième République, Metz, Serpenoise, 2006 (ISBN 2-87692-620-2, OCLC 85885906, lire en ligne), p. 319
- « Jules Wolff », dans le Dictionnaire des parlementaires français (1889-1940), sous la direction de Jean Jolly, PUF, 1960 [détail de l’édition]